# 富拉 (苏丹)
富拉（阿拉伯语：‎）是苏丹西科尔多凡州的首府。
中国人对在富拉建设一个发电站和730千米长的输油管表示出兴趣。
第二次苏丹内战的冲突导致许多居民无家可归。
它是西科尔多凡大学所在地。